# János Szász

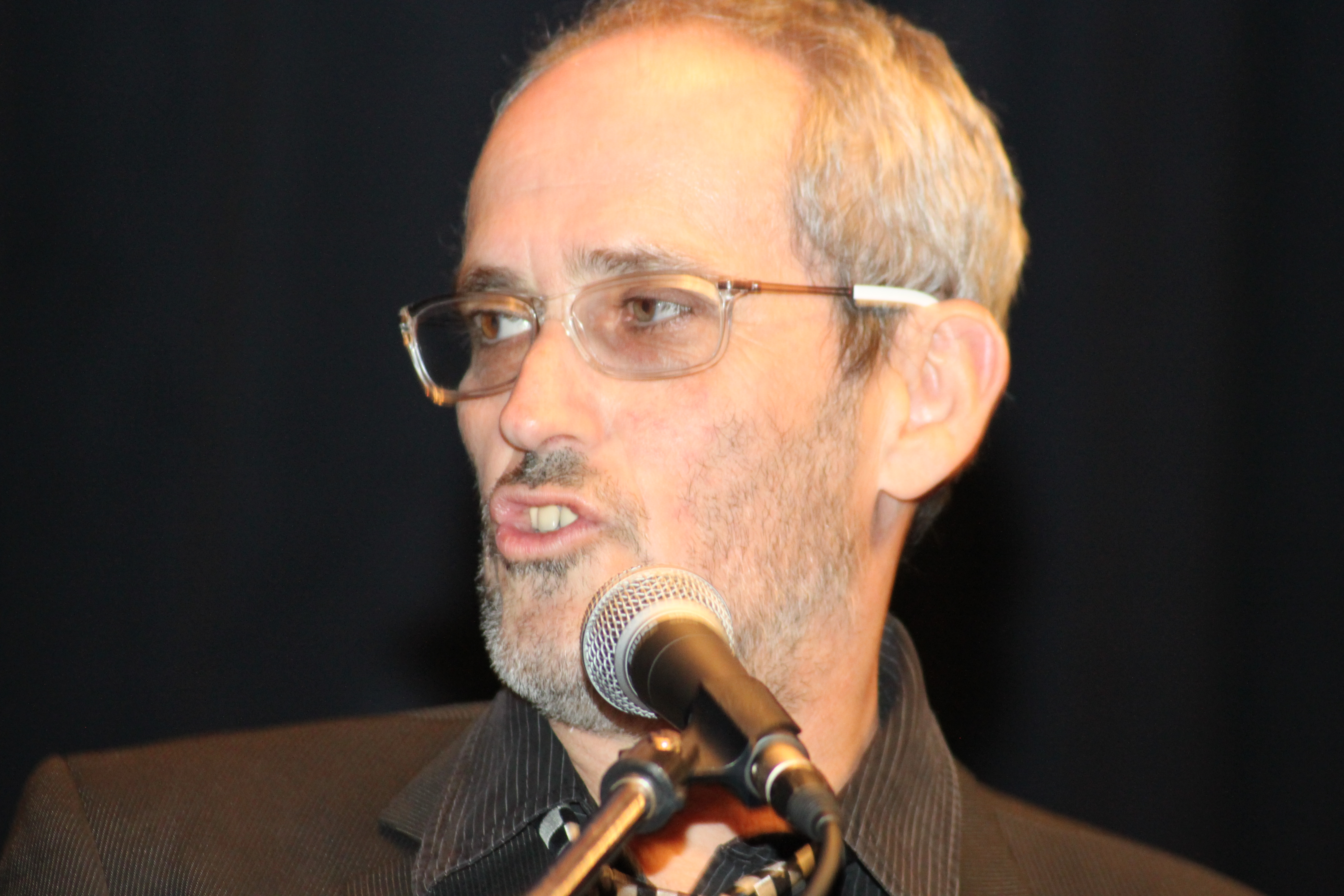
János Szász beim 48. Internationalen Film Festival Karlovy Vary im Juli 2013, wo er den Hauptpreis des Festivals gewann

János Szász (geboren 14. März 1958 in Budapest) ist ein ungarischer Film- und Theaterregisseur.

## Leben
Szász studierte Drama und Regie an der Budapester Theater- und Filmakademie. Er war vier Jahre am Nemzeti Színház in Budapest als Theaterregisseur tätig und danach am Budapesti Operettszínház. Er drehte 1983 seinen ersten Kurzfilm Tavaszi zápor. Sein Film Die Witman Brüder wurde 1997 in der Sektion Un Certain Regard der Internationalen Filmfestspiele von Cannes gezeigt und ebenfalls beim Internationalen Filmfestival Moskau. Nach Moskau wurde 2007 auch sein Spielfilm Opium: Tagebuch einer Verrückten eingeladen. Im Jahr 2000 drehte er mit der Unterstützung der von Steven Spielberg gegründeten Shoah Foundation die Dokumentation A Holocaust szemei über den Holocaust in Ungarn.
Szász ist seit 2001 als Dozent am American Repertory Theatre Institute der Harvard University beschäftigt und inszenierte dort einige Theaterstücke.
Der französische Roman Das große Heft von Ágota Kristóf aus dem Jahr 1986 wurde von ihm unter dem ungarischen Titel A nagy füzet verfilmt. Der Film gewann den Grand Prix beim Internationalen Filmfestival Karlovy Vary, was als wichtiger Erfolg für das ungarische Kino in einer schwierigen Zeit bewertet wurde. Denn A nagy füzet war die erste Produktion des Hungarian National Film Fund (HNFF), der Mitte 2011 von der nationalkonservativen Regierung unter Viktor Orbán gegen den Widerstand vieler ungarischer Filmemacher neu eingerichtet worden war. A nagy füzet wurde auch beim Toronto International Film Festival gezeigt und war als ungarischer Film für den Academy Award 2014 nominiert.
János Szász' Vater Péter war Häftling im KZ Dachau und überlebte den Holocaust. Szász sieht sich durch die in Ungarn offen auftretenden antisemitischen Gruppen bedroht und denkt an die Emigration aus Ungarn. In Budapest engagiert er sich für ein Holocaust-Memorial für die ermordeten ungarisch-jüdischen Kinder.

## Filmografie (Auswahl)
- 1994 Woyzeck
- 1997: Die Witman Brüder (Witman fiúk)
- 2007: Opium: Tagebuch einer Verrückten (Ópium: Egy elmebeteg nő naplója)
- 2013: Das große Heft (A nagy füzet)